# Schwerarbeit

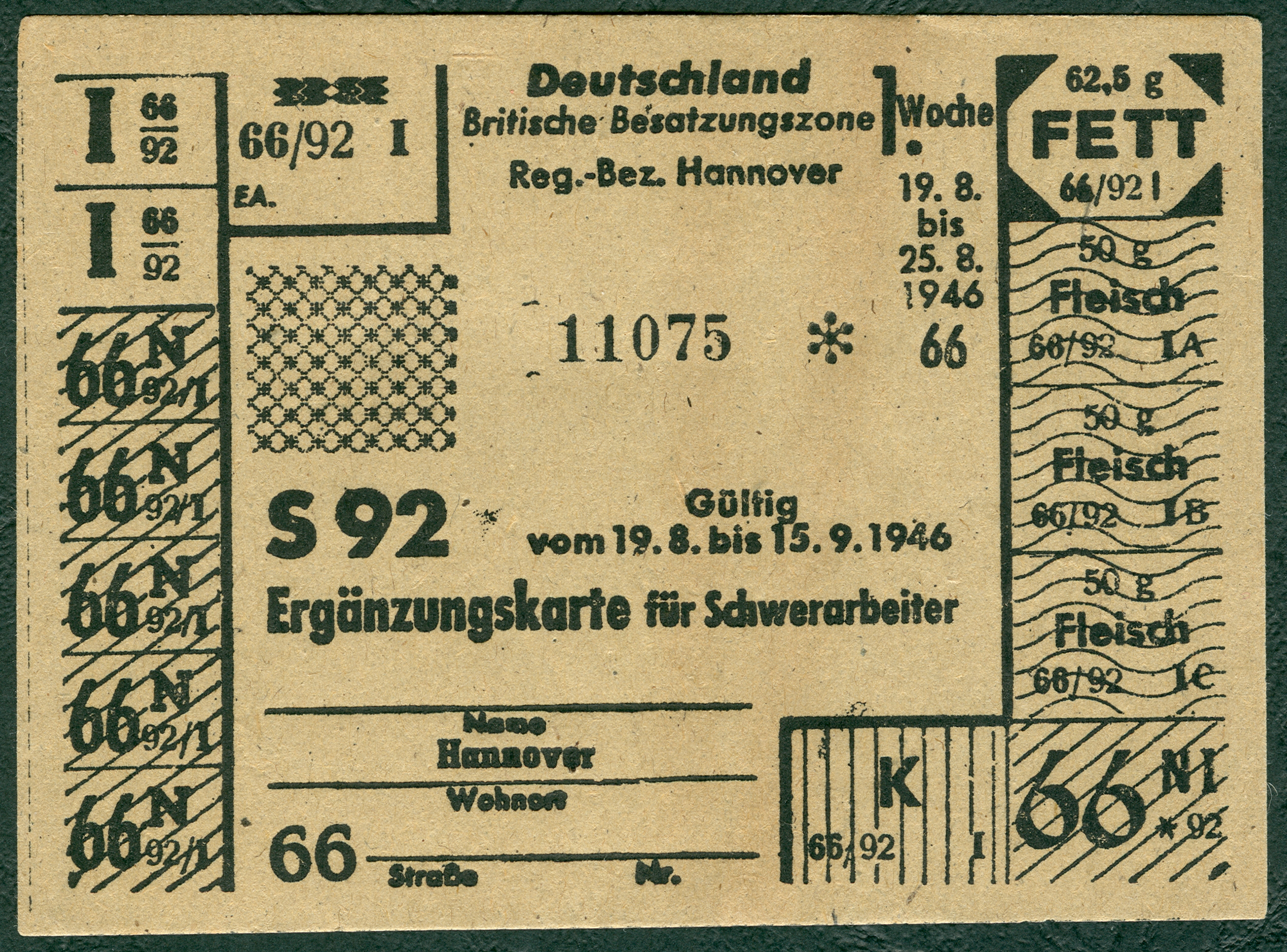
1946: Lebensmittel-Ergänzungskarte für Schwerarbeiter in der Britischen Besatzungszone: 62,5 g Fett

Unter Schwerarbeit versteht man in der Arbeitsmedizin und Arbeitsphysiologie eine besonders hohe Arbeitsschwere, bei der Tätigkeiten mit sehr großen körperlichen Anstrengungen ausgeübt werden.

## Allgemeines
Die Schwerarbeit geht weit über die normale Arbeitsbelastung und Arbeitsleistung hinaus. Bei physischer Schwerarbeit werden über 60 % der gesamten Skelettmuskulatur (Arme, Beine, Rumpf) eingesetzt. Arbeitsphysiologisch liegt Schwerarbeit vor, wenn die physische Dauerleistungsgrenze überschritten ist. Oberhalb der Dauerleistungsgrenze liegt der Bereich der Höchstleistungsfähigkeit: Arbeitsleistungen sind zeitlich limitiert, da sich Muskelstoffwechsel und Muskeldurchblutung nicht im Gleichgewicht befinden; je länger die Arbeitszeit, desto niedriger liegt die Dauerleistungsgrenze und umgekehrt.

## Geschichte
Im Altertum wurden alle großen Bauwerke wie etwa die Pyramiden von Gizeh durch Schwerarbeit von einer großen Zahl von Arbeitern errichtet. Die Schwerarbeit begann bereits in den Steinbrüchen, setzte sich beim Transport fort und endete beim Pyramidenbau. Aus diesem Grund wurden für lange Zeit zur Entlastung der Arbeiter auch mehr Tragtiere und Lasttiere eingesetzt. Für Herodot war der Pyramidenbau Fronarbeit, ließen die Griechen doch zu seiner Zeit Schwerarbeit von Sklaven verrichten. So haben sie beispielsweise 413 vor Christus im Peloponnesischen Krieg Schwerarbeit leisten müssen, gefangengenommene Athener mussten Sklavenarbeit im Steinbruch von Syrakus verrichten. Herodot stufte den Pyramidenbau als hundertjährige furchtbare Schinderei der Untertanen ein.
Johann Geiler von Kaysersberg verlangte 1522, dass jemand der „schwer arbeit tuot“, mehr Nahrung brauche, denn ein Schmied müsse mehr gegessen haben als ein Schumacher. Dass auch Schreiben Schwerarbeit sei, wurde häufig von mittelalterlichen Skriptoren behauptet. In Südamerika wurden die Indios unter den Spaniern zu Schwerarbeit gezwungen, viele ließen dabei wie in den Silberminen von Cerro Rico ihr Leben.
Die Sklaven in Nordamerika waren meist zur Feldarbeit eingesetzt. Während der Besiedlung Amerikas stellte sich schnell heraus, dass die Afrikaner für Schwerarbeit geeigneter waren als die Indianer, was damals den Anlass für Sklavenarbeit gegeben hatte. Chinesische Sklaven wiederum eigneten sich für die Schwerarbeit beim Eisenbahnbau.
Im Jahr 1925 wurde in Gelsenkirchen die Forschungsstelle für Industrielle Schwerarbeit gegründet. Die Nationalsozialisten inhaftierten ab 1933 willkürlich politische Gegner und später auch „Asoziale“, Landfahrer, Homosexuelle und angeblich „rassisch minderwertige“ Juden, Zigeuner und Zeugen Jehovas (Bibelforscher) in Arbeitslagern zur Zwangsarbeit. In fast allen Konzentrationslagern, Arbeitserziehungslagern und Umerziehungslagern war harte Zwangsarbeit, willkürliche Misshandlung und teilweise auch Vernichtung durch Arbeit an der Tagesordnung.
Heinz Küpper zufolge ist das jiddische „Maloche“ für Schwerarbeit erstmals 1945 im Ruhrgebiet aufgetaucht. Das Wort geht auf hebräisch מְלָאכָה (melā(')ḵā(h) – meläkä), „Arbeit“ in aschkenasischer Aussprache malōchō, zurück. „Schwerarbeit zu verrichten war in ganz Deutschland verbreitet, vor allem bei Bergleuten, Hüttenarbeitern, Maurern usw.“
Technischer Fortschritt während der Industrialisierung hat durch Automatisierung und Mechanisierung viele körperlich anstrengende Tätigkeiten abgeschafft oder auf Normalleistung gemindert, so dass sich in den Industriestaaten die Schwerarbeit heute auf wenige Wirtschaftszweige beschränkt.

## Definition der Schwerarbeit
Es gibt unterschiedliche Ansätze zur Definition des Begriffs:
- Eine arbeitsmedizinische Definition für körperlich anstrengende Tätigkeiten ist beispielsweise: „Die Schwere Körperarbeit wird als Arbeit definiert, die den gleichzeitigen Einsatz großer Muskelgruppen erfordert, also mit einem Einsatz von mehr als 60 % der Skelettmuskelmasse einher geht.“[12] Sie wird auch als Ganzkörperarbeit bezeichnet. Weiter unterteilt man die Arbeitsschwere der körperlichen Anstrengung etwa in Mittelschwere Körperarbeit (wie Holzsägen), Schwere Körperarbeit (Bauarbeiten), Sehr schwere Körperarbeiten (Tragen von hohem Gewicht).[13]
- Eine physiologisch messbare Definition der Momentanbelastung beruht auf dem Verbrauch an Sauerstoff, bezogen auf Zeit und Körpergewicht, mit der Definition 1 MET (metabolisches Äquivalent) = etwa 3,6 ml O2 × kg−1 × min−1: Schwerarbeit liegt dann bei 6–8 MET und Schwerstarbeit bei mehr als 8 MET vor.[14]
- Eine weitere gängige Definition stammt noch aus Zeiten, in denen die ausreichende Versorgung mit Nahrungsmitteln mitunter problematisch war. Sie setzt am Arbeitsenergieumsatz an. Schwellwerte sind z. B. in der österreichischen Schwerarbeitsverordnung angegeben. Nach der Klassifizierung bei Triebig et al. liegt der Arbeitsenergieumsatz bei schwerer Arbeit für Männer zwischen 4.200 und 5.700 kJ/Schicht (13–17 kJ/min) und bei Frauen zwischen 4.200 und 5.700 kJ/Schicht (9–12 kJ/min).[15] Das ist grob das Doppelte des Grundumsatzes, also des Bedarfes bei körperlicher Ruhe ohne Nahrungsumwandlung allein für die Aufrechterhaltung der Körperfunktionen.[16] Bei Arbeitsenergieumsätzen, die darüber liegen, gilt die Arbeit als „sehr schwer“ und sollte aus arbeitswissenschaftlicher Sicht nicht zugelassen werden.[12]

Daneben gibt es Regelungen zur Beurteilung der Arbeitsschwere, die über die Arbeitszeit laufen, etwa regelmäßige Arbeitsdauer über den heute üblichen 8 Stunden/Tag, oder un- bzw. regelmäßige Nachtarbeit.
Angesichts der sehr individuellen, unter anderem alters- und geschlechtsabhängig eintretenden Arbeitsbeanspruchungen auf gleiche Belastungen ist man vielfach dazu übergegangen, die Herzschlagfrequenz zur Beurteilung der Arbeitsschwere heranzuziehen. Für Ganzkörperarbeit ist dann die Dauerleistungsgrenze mit 105–110/min angegeben.

## Messung
Schwerarbeit kann durch den Energieumsatz pro Zeitspanne gemessen werden, dessen Messgröße Watt ist. Dabei ist die Schwerarbeit im Rahmen der Arbeitsschwere wie folgt eingeordnet:
| Arbeitsschwere | Tätigkeit                                                                                        | Leistung in Watt |
| -------------- | ------------------------------------------------------------------------------------------------ | ---------------- |
| keine          | Schlaf                                                                                           | 70 bis 90        |
| leicht         | leichte Hand- oder Heimarbeit bei ruhigem Sitzen bzw. Stehen, verbunden mit gelegentlichem Gehen | 90 bis 130       |
| mittelschwer   | mittelschwere Hand- oder Heimarbeit im Sitzen, Gehen oder Stehen, Leistungssport                 | 130 bis 200      |
| schwer         | schwere Hand- oder Rumpfarbeit, Hochleistungssport                                               | über 200         |

Leicht oder mittelschwer ist eine Tätigkeit auch dann, wenn der Anteil von mittelschwerer bzw. Schwerarbeit auf kurzfristig 2 Mal stündlich oder 5 % der Arbeitszeit begrenzt ist.
Leichte Arbeit sind Tätigkeiten wie die Handhabung leichter Werkstücke oder Werkzeuge, Tragen von weniger als 10 Kilogramm Gewicht und langdauerndes Stehen oder Umhergehen. Mittelschwere Arbeit ist die Handhabung von 1 bis 3 Kilogramm schwerer Steuereinrichtungen, Heben und Tragen von Lasten zwischen 10 und 15 Kilogramm in der Ebene oder die Handhabung von Werkstücken oder Werkzeugen bis zur 3 Kilogramm Gewicht. Schwerarbeit beinhaltet das Tragen von Lasten bis 40 Kilogramm in der Ebene oder die Handhabung von Werkstücken oder Werkzeugen über 3 Kilogramm.
Teilt man die Arbeitsschwere nach Geschlechtern auf, ergibt sich folgendes Bild:
| Geschlecht | Arbeitsschwere                         | Arbeitsenergieumsatz in Watt | Herzfrequenz in Schlägen pro Minute |
| ---------- | -------------------------------------- | ---------------------------- | ----------------------------------- |
| Männer     | leicht mittelschwer schwer sehr schwer | < 150 150–220 220–280 > 280  | < 90 90–100 100–110 > 110           |
| Frauen     | leicht mittelschwer schwer sehr schwer | < 100 100–150 150–200 > 200  | < 90 90–100 100–110 > 110           |

Messgrößen sind der Arbeitsenergieumsatz in Watt und die Herzfrequenz in Schlägen pro Minute (1/min). Während für Männer und Frauen der Arbeitsenergieumsatz unterschiedlich ausfällt, ist die Herzfrequenz bei beiden Geschlechtern identisch.
Eine Einteilung von Arbeitsschwere anhand der eingesetzten Muskelgruppen stammt vom Physiologen Gunther Lehmann:
- Leichte Handarbeit, zum Beispiel Schreiben,
- Schwere Handarbeit, zum Beispiel Arbeiten mit einer Kneifzange,
- Leichte Armarbeit, zum Beispiel Platinen bestücken,
- Schwere Armarbeit, zum Beispiel  Nägel einschlagen,
- Leichte Körperarbeit, zum Beispiel Harken eines Weges,
- Mittelschwere Körperarbeit, zum Beispiel Holzsägen,
- Schwere Körperarbeit, zum Beispiel Bauarbeiten,
- Sehr schwere Körperarbeiten, zum Beispiel Tragen von schweren Säcken.

Eine physiologische Definition nutzt das Verhältnis zwischen Arbeitsumsatz und Ruheumsatz (MET).  Ein MET von 2 entspricht also dem doppelten Ruheumsatz. Gemäß dieser Einteilung ergeben sich folgende Arbeitsschweregruppen:
- leichte Arbeit MET < 4,
- mittelschwere Arbeit MET < 6,
- Schwerarbeit MET < 8,
- Schwerstarbeit MET > 8.

Um Schwerstarbeit handelt es sich, wenn die Grenzwerte der Schwerarbeit noch überschritten werden.
Subjektiv hängt es vom Anspruchsniveau und der Belastbarkeit eines Individuums ab, was als Schwerarbeit empfunden wird.

## Wirtschaftliche Aspekte
Von der Schwerarbeit besonders betroffen sind Wirtschaftszweige wie Bauwesen, Bergbau, Forstwirtschaft, Hüttenindustrie oder Landwirtschaft. In diesen Branchen kommt es schnell zu akuter Erschöpfung einer Arbeitskraft mit hoher Stoffwechselintensität: Die Leistungsfähigkeit nimmt schnell ab. Solche Erschöpfungszustände gehen mit einer massiven metabolischen Azidose einher. Beobachtet werden Abnahmen des pH-Wertes im Blut bis auf 6,8 und in Muskeln bis auf 6,4. Ein Syndrom der Arbeitsüberlastung tritt auf, wenn der Ausgleich von Ermüdung durch Erholung über längere Zeit nur unvollständig oder gar nicht erfolgt (chronische Schäden) oder physiologische oder mechanische Grenzen der Belastbarkeit überschritten werden (akute Schäden). Die Schwerarbeit lindernde Maßnahmen sind Arbeitsschutz (Arbeitspausen, Arbeitszeit), Frühverrentung und Gesundheitsschutz.
Besondere Bedeutung hat der Begriff der schweren Arbeit im Arbeitsrecht für Erschwerniszulagen im laufenden Entgelt, erhöhten Anspruch auf Sozialleistungen und Fragen der Arbeitsunfähigkeit aufgrund übermäßiger Belastung am Arbeitsplatz, und der Arbeitssicherheit, weil belastende Arbeitsumgebung höhere Sicherheitsmaßnahmen erfordert.

## International
International gebräuchlich definiert die ISO 11228 das Heben, Halten, Tragen, Ziehen und Schieben von Lasten. Europäische Norm ist die EN 1005.
Die Leitmerkmalmethode zu „Heben und Tragen von Lasten“ sowie „Ziehen und Schieben von Lasten“ ist als Basismethode zur Gefährdungsbeurteilung, etwa im Sinne der Lastenhandhabungsverordnung, anerkannt. Die Bestimmung der Lastwichtung erfolgt anhand der Tabellen getrennt für Männer und Frauen. Hierbei werden die geschlechtsbezogenen Unterschiede im Hinblick auf Körpermaße, physische Leistungsvoraussetzungen, biomechanische Belastbarkeit und arbeitstechnische Kompensationsmechanismen berücksichtigt.
In Österreich haben Arbeitgeber bei der Übertragung von Aufgaben an Arbeitnehmer deren Eignung in Bezug auf Sicherheit und Gesundheit zu berücksichtigen (§ 6 ArbeitnehmerInnenschutzgesetz). Über die Schwerarbeitsverordnung und die Hacklerregelung werden beruflichen Tätigkeiten die als Schwerarbeit gelten geregelt. Betroffene Arbeitnehmer können einen früheren Pensionsantritt in Anspruch nehmen.